# Семь золотых вампиров
Семь золотых вампиров (или «Легенда о семи золотых вампирах» — англ. The legend of the seven golden vampires) — мистический кинобоевик режиссёров Роя Уорда Бейкера и Чанга Че. Является одним из поздних фильмов классической серии фильмов ужасов британской киностудии Hammer Film Productions.

## Сюжет

### Завязка
Действие фильма начинается в 1804 году в Трансильвании. Ка, настоятель храма Семи золотых вампиров, находит замок Дракулы, воскрешает его и просит поддержать вампиров, которые впали в спячку. Он жалуется на то, что люди их больше не боятся, и вся власть настоятеля исчезла. Дракула отказывает ему в милости, но решает, что пора перебраться в более достойное место, чем его замок. Он вселяется в тело Ка и отправляется в Китай с целью призвать оставшихся вампиров в качестве сонма и вернуть себе былую власть.

### Китайские приключения Ван Хельсинга
Действие продолжается в 1904 году в Чунцине. Профессор антропологии Абрахам Ван Хельсинг во время лекции рассказывает легенду о семи золотых вампирах и просит студентов помочь ему в исследовании этого феномена. Легенда рассказывает о глухой китайской деревне, которую терроризируют вампиры, носящие золотые маски. Время от времени они нападают на деревню и похищают молодых девушек. Один смельчак, которому нечего терять, уходит из деревни и доходит до замка вампирова на горе. Там он видит, как вампиры приковывают полуобнажённых девушек к семи жерственным алтарям, поставленных под наклоном (чтобы кровь стекала в котёл в центре). Герой бросается спасать свою любимую, но вампиры убивают её. Крестьянин срывает с одного из вампиров амулет в виде золотой летучей мыши и убегает. Вампиры бросаются за ним в погоню. Герой находит небольшую часовню Будды и кладёт на неё маску. Догнавшие его вампиры и зомби убивают крестьянина. Однако, когда вампир пытается забрать маску, его сжигает огнём (вампиров становится шестеро).
Студенты поднимают профессора на смех, за исключением одного. Студент Хси Чинг подходит к профессору после лекции и сообщает, что он внук человека, убившего когда-то одного из этих вампиров. Он согласен помочь профессору добраться до деревни Пин Квэй, возле которой находится логово вампиров. Экспедицию спонсирует богатая искательница приключений Ванесса Бьюрен, готовая за участие в экспедиции оказать финансовую поддержку. Также в экспедиции участвуют сын профессора Лейланд Ван Хельсинг и семья Хси (шесть братьев, одна сестра), каждый из которых в совершенстве владеет каким-нибудь видом оружия. В дороге они легко расправляются с шайкой грабителей.
Тем временем Дракула пробуждает своих китайских почитателей и в ту же ночь они снова выходят на охоту, пока Ван Хельсинг на привале рассказывает попутчикам о методах борьбы с вампирами.
Следующий привал они делают уже у самой деревни, в пещере. Между Лейландом и Ванессой завязывается любовь. Ночью на путников нападают вампиры и подвластная им нежить. Хси убивают трёх вампиров, так что для спасения Пин Квэй осталось уничтожить всего троих.
Утром путники входят в деревню. На поляне рядом с Пин Квэй они находят останки вампира, убитого много лет назад.
С наступлением ночи Дракула в образе Ка будит оставшихся вампиров, и они начинают набег на деревню. Начинается битва, в ходе которой один из вампиров кусает Ванессу, вследствие чего она становится одной из них и кусает Хси Чинга. Тот насаживает свою возлюбленную на кол, и себя вместе с ней.
Тем временем, последний оставшийся в живых «золотой вампир» похищает Мей Квей и тащит её в замок на горе. Лейланд бросается за ним в погоню, следом за ним бросаются Абрахам Ван Хельсинг и двое оставшихся в живых братьев. Им удаётся убить последнего вампира.

### Развязка
Ван Хельсинг, однако не спешит уходить из логова вампиров, словно чувствуя присутствие Дракулы. Он является охотнику на вампиров в образе Ка. Профессор требует, чтобы Дракула показал своё настоящее лицо, и тогда он меняет обличье. Дракула нападает на профессора, но тому удаётся проткнуть его сердце копьём. Вампир умирает на одном из жертвенных алтарей, рассыпаясь в прах.

## В ролях
- Питер Кушинг — профессор Абрахам Ван Хельсинг
- Юлие Эге — Ванесса Бьюрен
- Робин Стюарт — Лейланд Ван Хельсинг, сын профессора
- Дэвид Цзян — Хси Чинг
- Джон Форбс-Робинсон — граф Дракула
- Джеймс Ма — Хси Та
- Хул-Линг Лью — Хси Конг
- Чиа Юнг Лью — Хси Квэй
- Чен Лиен Лунг — Хси Сан
- Фунг Харк Он — Хси Сунг
- Давид де Клейзер — граф Дракула (голос, в титрах не указан)

## Факты
- В предыдущих «хаммеровсих» фильмах о Дракуле графа играл Кристофер Ли, но от съёмок в «Семи золотых вампирах» он отказался, так как в предыдущем фильме, «Дьявольские обряды Дракулы», его персонаж был окончательно побеждён.